# Halmeu
Halmeu è un comune della Romania di 4 818 abitanti, ubicato nel distretto di Satu Mare, nella regione storica della Transilvania.
Il comune è formato dall'unione di 5 villaggi: Băbești, Dobolț, Halmeu, Halmeu-Vii, Mesteacăn.
Nel 2007 si sono staccati da Halmeu i villaggi di Cidreag e Porumbești, andati a formare il comune di Porumbești.

## Storia
I primi documenti scritti in cui vengono menzionati i villaggi di Halmeu e Băbești risalgono al 1216-1220. 
Nel 1217, Halmeu viene riconosciuto ufficialmente sotto il nome di Terra Holmy.
Nel 1218 il nome del villaggio viene elencato nel Registrum Varadiensis.
Fino al 1274, quando ancora non si era formato un centro abitato, il villaggio apparteneva alla località Băbești fino a quando il bisnonno di Kala Tamas non riceve in dono dal re Ladislao IV i territori della Terra Holmy.
In un altro documento si parla di una spedizione del re Carlo d'Ungheria «per la ricerca e il ristabilimento dei vecchi confini» e dividere la zona dai villaggi del re.
Nel XVIII secolo si stabiliscono nel comune un gran numero di ebrei. La loro presenza ha avuto un ruolo molto importante per l'economia del villaggio, essi hanno aperto attività di commercio e di piccolo artigianato.
I rapporti tra gli ebrei e la popolazione autoctona erano molto buoni, anche se i primi non hanno voluto matrimoni misti.
Nel primo dopoguerra gli ebrei avevano già un grande potere economico, la maggior parte dei negozi era dei terreni più vasti era di loro proprietà. Nel 1944 vennero deportati tutti, così che oggi non c'è alcuna famiglia di origine ebrea nel comune.
Tra il XIX e gli inizi del XX secolo la località era diventata un grande centro urbano con giurisdizione su 42 villaggi. Era presente persino un tribunale. 
Nel dopoguerra la vita ad Halmeu era molto difficile e molte persone emigrarono negli Stati Uniti.
La rivoluzione del 1989 non venne vissuta da vicino, molte persone la seguirono alla radio. 
L'unico evento di rilievo fu un gruppo di ragazzi che presero le bandiere e gli stemmi del Comune e li bruciarono dopo l'annuncio della morte del dittatore.